# Футбол на летните олимпийски игри
Олимпийският футболен турнир се провежда от 1900 г. с изключение на 1932 г. Включен е в програмата на Олимпийските игри от 1908 г., защото през 1900 и 1904 г. мачовете са демонстративни.
До 1952 г. броят на участниците в турнира е неограничен и за излъчване на шампиона се играе чрез елиминиране. От 1956 г. броят на участниците се ограничава до 16 и за определянето им се организират квалификационни състезания. Последният олимпийски шампион и отборът на страната-домакин се включват във финалната фаза по право без квалификации. Участниците във финалната фаза се разпределят на 4 групи по 4 отбора, които играят по системата „всеки срещу всеки“. Победителите и заелите втори места в групите играят четвъртфинали, полуфинали, мач за трето място и финал.

## Победители

### 1900вПариж
1. Великобритания; 2. Франция; 3. Белгия.

### 1904вСейнт Луис
1. Канада (ФК „Галт“); 2. САЩ („Крисчън Брадърс Колидж“); 3. САЩ („Сейнт Роуз Париш“).

### 1908вЛондон
1. Великобритания; 2. Дания; 3. Холандия.

### 1912вСтокхолм
1. Великобритания; 2. Дания; 3. Холандия.

### 1916
Няма олимпийски игри.

### 1920вАнтверпен
1. Белгия; 2. Испания; 3. Холандия.

### 1924вПариж
1. Уругвай; 2. Швейцария; 3. Швеция.

### 1928вАмстердам
1. Уругвай; 2. Аржентина; 3. Италия.

### 1932 вЛос Анжелис
Няма футболен турнир.

### 1936вБерлин
1. Италия; 2. Австрия; 3. Норвегия.

### 1940
Няма Олимпийски игри.

### 1944
Няма Олимпийски игри.

### 1948вЛондон
1. Швеция; 2. Югославия; 3. Дания.

### 1952вХелзинки
1. Унгария; 2. Югославия; 3. Швеция.

### 1956вМелбърн
1. СССР; 2. Югославия; 3. България.

### 1960вРим
1. Югославия; 2. Дания; 3. Унгария.

### 1964вТокио
1. Унгария; 2. Чехословакия; 3. ГДР.

### 1968вМексико
1. Унгария; 2. България; 3. Япония.

### 1972вМюнхен
1. Полша; 2. Унгария; 3. СССР и ГДР.

### 1976вМонреал
1. ГДР; 2. Полша; 3. СССР.

### 1980вМосква
1. Чехословакия; 2. ГДР; 3. СССР.

### 1984вЛос Анжелис
1. Франция; 2. Бразилия; 3. Югославия.

### 1988вСеул
1. СССР; 2. Бразилия; 3. ФРГ.

### 1992вБарселона
1. Испания; 2. Полша; 3. Гана.

### 1996вАтланта
1. Нигерия; 2. Аржентина; 3. Бразилия.

### 2000вСидни
1. Камерун; 2. Испания; 3. Чили.

### 2004вАтина
1. Аржентина; 2. Парагвай; 3. Италия.

### 2008вПекин
1. Аржентина; 2. Нигерия; 3. Бразилия; 4. Белгия.

#### Резултати
| Първенство                 | Вид на срещата     | Дата       | Час българско време | Час китайско време | Символичен домакин | Символичен гост | Резултат в голове на отбора домакин | Резултат в голове на отбора гост |
| -------------------------- | ------------------ | ---------- | ------------------- | ------------------ | ------------------ | --------------- | ----------------------------------- | -------------------------------- |
| Олимпийски футнолен турнир | Мач за Финал       | 23.08.2008 | 07:00               | 14:00              | Нигерия            | Аржентина       | 0                                   | 1                                |
| Олимпийски футболен турнир | Мач за 3 – 4 място | 22.08.2008 | 14:00               | 21:00              | Белгия             | Бразилия        | 0                                   | 3                                |